# نظرية الألعاب الكمومية
نظرية الألعاب الكمومية (بالإنجليزية:Quantum game theory) : هي امتداد لنظرية الألعاب التقليدية ولكن من وجهة نظر كمومية، وتستند هذه النظرية على الحوسبة الكمومية.
وتختلف هذه النظرية عن نظرية الألعاب من حيث ثلاث نواحي:
1. الحالات الابتدائية المتراكبة.
2. التشابك الكمي للحالات الابتدائية.
3. التراكب الكمي للاستراتيجيات لتستخدم على الحالات الابتدائية.

## الحالات الابتدائية المتراكبة
ان عملية نقل المعلومات التي تحدث خلال لعبة يمكن ان ينظر اليها كعملية فيزيائية. كأبسط حالة: لعبة كلاسيكية بين لاعبين اثنين لدا كل منهما استراتيجيتان، كل من اللاعبان يمكن ان يستخدم بت (0 أو 1) لتمثيل اختيار الاستراتيجية. كمثال شهير على هذه اللعبة معضلة السجينين، حيث يمكن لكل واحد من السجينين اما ان يتعاون مع الآخر أو يتخلى عنه (إخفاء المعلومات أو الكشف عن الآخر انه ارتكب الجريمة). الشكل الكمومي للعبة هو كالتالي: البت يستبدل بــ بت كمومي، والذي هو تراكب كمومي لحالتين أو أكثر من الحالات الأساسية. يمكن تمثيل ذلك فيزيائيا في حالة لعبة مكونة من استراتيجيتين باستخدام كيان مثل الإلكترون الذي له حالة سبين متراكبة، حيث تكون الحالة الأساسية إما +1/2او −1/2. يمكن استخدام كل حالة من هذه الحالات لتمثيل إستراتيجية من الاستراتيجيات  المتاحة للاعبين. وعندما يجرى القياس على الكترون، تنهار الحالة الكمومية للسبين الي حالة واحدة من الحالات، وبالتالي الاستراتيجية المستخدمة من قبل اللاعب.

## الحالات الابتدائية المتشابكة
إن استخدام البتات الكمومية والتي تُوَفَرْ عند البداية لكل من اللاعبين (لتمثيل اختيارهم للاستراتجية) يمكن ان يكون متشابك (مترابط). على سبيل المثال: إن أي عملية تجري على أحد زوجين مترابطين من البتات الكمومية  تؤثر تماما على الآخر، وهذا بدوره يؤثرعلى القيمة المتوقعة لنتيجة اللعبة.

## تراكب الاستراتيجيات لتستخدم على حالات ابتدائية
ان عمل اللاعب في لعبة هو اخيار إستراتيجية. وهذا يعني من ناحية البتات ان اللاعب يجب ان يختار: إما أن يقلب البت إلى الحالة المعاكسة له أو يتركه كما هو على حاله بدون تغيير. عندما نوسع هذا المفهوم لنراه على المستوى الكمومي فهذا يعني ان اللاعب يمكن ان يغير البت الكومي إلى حالة جديدة، وبالتالي تغيير احتمالية الحالات الأساسية. وهذا يختلف عن الأسلوب الكلاسيكي حيث تُخْتَارُ الاستراتيجية باستخدام بعض طرق الاحتمال الإحصائي.

## الألعاب متعددة اللاعبين
إن إقحام نظرية المعلومات إلى الألعاب متعددة اللاعبين يسمح بظهور نوع جديد من «إستراتيجية التوازن» والذي لا يمكن ايجاده في لعبة كلاسيكية. تشابك اخيار اللاعبين يمكن ان يكون له تأثير بمنع اللاعبين من الاستفادة من خيانة لاعب اخر.